# Scudas
Scudas Pașcani este o companie producătoare de unelte și piese de schimb din România.
Autoritatea pentru Valorificarea Activelor Statului (AVAS) este acționarul majoritar al firmei, cu o participație de 69,98% din capitalul social.
În acționariatul societății se regăsesc și Trans Expedition Feroviar (20,3%), persoane fizice (8,5%) și alte persoane juridice (1,2%).
Titlurile societății se tranzacționează la categoria de bază a pieței Rasdaq, secțiunea XMBS, sub simbolul SCDS.
Firma a fost privatizată în anul 2000, când firma Unif AT SRL Iași a achiziționat un pachet de acțiuni reprezentând 69% din capitalul social al Scudas SA.
După privatizare, situația financiară a Scudas începuse să se deterioreze, iar în 2005 s-au înregistrat ample proteste ale angajaților companiei.
Ca urmare a diminuării performanțelor economice ale unității, dar și a neîndeplinirii obligațiilor din contractul de privatizare, Autoritatea pentru Valorificarea Activelor Statului a inițiat acțiunea de rezoluționare a contractului de privatizare, obținând câștig de cauză pe cale judecătorească la data de 19 octombrie 2007.
Număr de angajați în 2008: 300
Cifra de afaceri în 2009: 5,8 milioane lei